# Hästskotjärnarna, Härjedalen
Hästskotjärnarna är en sjö i Bergs kommun i Härjedalen och ingår i Neans huvudavrinningsområde. Sjön har en area på 0,151 kvadratkilometer och ligger 867,1 meter över havet.

## Delavrinningsområde
Hästskotjärnarna ingår i det delavrinningsområde (697920-132072) som SMHI kallar för Utloppet av Hästskotjärnarna. Medelhöjden är 891 meter över havet och ytan är 2,26 kvadratkilometer. Det finns inga avrinningsområden uppströms utan avrinningsområdet är högsta punkten. Vattendraget som avvattnar avrinningsområdet har biflödesordning 2, vilket innebär att vattnet flödar genom totalt 2 vattendrag innan det når havet efter 30 kilometer. Avrinningsområdet består mestadels av kalfjäll (91 procent). Avrinningsområdet har 0,2 kvadratkilometer vattenytor vilket ger det en sjöprocent på 9 procent.